# Lustigkulle
Ej att förväxla med naturreservatet Lustigkulle-Rågåstjärn i Malingsbo, Smedjebackens kommun.
Lustigkulle är ett naturreservat strax norr om Karlsby i Kristbergs socken i Motala kommun. Det ombildades från domänreservat 1998. 